# 泰利·尼爾
泰利·尼爾（英語：William John Terence Neill，1942年5月8日—2022年7月28日）是一位前北愛爾蘭足球員，司職中後衛，及一名教綀，曾執執教侯城、北愛爾蘭、熱刺及阿仙奴。

## 榮譽

### 球員生涯
阿仙奴
- 聯賽盃亞軍: 1967-68年度

### 教練生涯
阿仙奴
- 英格蘭足總盃冠軍: 1978–79年度;
- 英格蘭足總盃亞軍: 1977–78年度, 1979–80年度
- 歐洲盃賽冠軍盃亞軍: 1979–80年度[2]